# Макс — законодатель мод
«Макс — законодатель мод» (фр. Max lance la mode, 1912) — французский художественный фильм Макса Линдера.

## Сюжет
Макс собирается на светскую вечеринку.  Увлёкшись пристёгиванием воротничка, он прожигает туфли у открытого огня в камине. На улице подошвы отваливаются. Опаздывающий Макс покупает изношенные ботинки у первого попавшегося бродяги. Заметив на Линдере не соответствующую приличию обувь, его изгоняют из общества, хотя он и пытается объяснить такой фасон «последним криком моды». Макс пробирается в танцевальный зал и выставляет свои ботинки из-под роскошного платья сидящей в кресле хозяйки приёма. Это не проходит не замеченным, гости с удивлением принимают новый стиль.  Макс в статусе законодателя мод с триумфом возвращается на приём, и уже вскоре все приглашённые танцуют в драных башмаках.

## В ролях
- Макс Линдер
- Стася Наперковская
- Джейн Реноуардт